# マジョノカ渚
マジョノカ渚（まじょのかなぎさ、1984年7月31日 - ）は、日本のタレント、コスプレイヤー、グラビアアイドル、タロット占い師、実業家である。以前は「渚」名義で活動。愛称はなぎなぎ、なぎさま。神奈川県川崎市出身。埼玉県川越市在住。

## 略歴
- 2006年11月頃、アートタッチ(タッチプランニング)に所属。当時は「田村渚」名義で活動。事務所の勧めによりブログを開始。[4]
- 2009年5月頃、西口エンタテインメントに移籍。活動名を「渚」へ変更。
- 2009年12月18日、ニコニコ生放送13時間の特番にてボウリングで「100回ストライク」にチャレンジ。
- 2010年12月3日、「あっ!とおどろく放送局」のアナウンサーに就任。
- 2011年4月11日、「あっ!とおどろく放送局」の1階に「彩en〜コスプレ占い師・渚のタロット占いの館〜」をオープン。
- 2012年2月19日、「あっ!とおどろく放送局」の1階が使用できなくなるため、「彩en〜コスプレ占い師・渚のタロット占いの館〜」を閉店。
- 同年5月、エイジアプロモーションに移籍。
- 2018年10月31日、エイジアプロモーションを退所し、フリーとして活動[5]。
- 2019年5月23日、それまで併用していたタレント名義「渚」・占い師名義「マジョノカ渚」を統一し、「マジョノカ渚」を本格的に使用することを発表[6]。
- 2020年2月9日、自身が代表を務める「Epetice（エペティス）株式会社[7]」を設立し、同年8月3日に法人化。

## 人物
- 趣味：ロリィタ服収集、一人旅行、コスプレ、ゲーム・アニメ観賞。好きな車はロータス・エリーゼ。
- 特技：剣道2段、占い(タロット・占星術)、コスプレ衣装作り、プラモデル作り。
- 芸能界入りのきっかけは「オタク文化を世に広めたい」と言う野望から。
- 趣味のロリィタ服が普段着。コミケ・ワンフェス等のイベントにも参加や出没している。
- コスプレ衣装製作の技術を生かし桜川ひめこのライブの衣装の一部を製作している。
- マスコットキャラクターは「なぎぴよこ」。

## エピソード他
- 2009年12月18日から19日に掛けて行われたニコニコ生放送の特番[8]で人生初のボウリングながら「なぎなぎの13時間ボウリング!ストライク100回取れるかな!?」企画にチャレンジした。3日前からの練習のみで本番に臨む事になった。数多くの9本の壁に悩まされ中々ストライクが出ず苦戦を強いられる。予定時間超過と投げ続けた左腕のダメージを考慮しスタッフから中断の判断が下された。結果、約14時間(休憩含む)投げ続け総投球数 870投(左796/右74)、ストライク数97回で終了しリベンジを誓う。

## 出演

### テレビ
- グッドルッキンクラブ!（日本テレビ 2007年4月）
- ミュージックアイドルバトル 8期生（Music Japan TV SKY PerfecTV 2007年4月 - ）
- グラドル女学院 新人発掘オーディション 第4期（BSフジ 2007年5月）
- ケーキーズ プリンちゃん役（声優）（テレビ東京 2008年1月 - 3月）
- 生むと生まれる それからのこと コスプレ占い師渚役 （NHK BS 2011年8月27日）
- たけしのニッポンのミカタ! （テレビ東京 2011年9月2日）
- 森田一義アワー 笑っていいとも! （フジテレビ 2012年5月16日）
- MAG・ネット　（NHK 2012年9月7日）
- スッピン！ （TBS 2012年9月8日）
- ゲーム★マニアックス（アニマックス 2013年3月 - ）

### 舞台
- ミュージカル「小鳥たちの青い薔薇」 みつこ役（2006年9月）
- AUTO-MODライヴ「Operetta of the Darkness」（狂った道化師の恋） 新人女優役（2008年11月1日）
- 朗読劇「地下の国のアリス」 アリス役（2009年1月）
- アリスインデッドリースクール (2010年10月14日-17日、品川・六行会ホール) 界原依鳴 役

### ラジオ
- ASIAN美少女FILE (USEN)
- 原田明絵&田村渚の魁!大日本アイドル学園（USEN 2007年10月 - 2008年3月）
- しばしょう&桃&なぎ&恋の日曜ドラマの時間です（USEN 2008年4月 - 終了日不明）

### インターネット
- ゲッチャ.TV（Hit Pops 2007年3月）
- 長谷川迷人のホビーチャンネル（Starchat.TV 2007年4月 - 2008年4月）
- スタチャ☆チャンネル (Starchat.TV)
- 田村渚のおすすめiPhoneアプリ (Virtualwalker)
- 電脳フィギュアARisレポート (Virtualwalker)
- やまチャンネル（あっ!とおどろく放送局 2007年12月12日、2008年7月9日 他）
- みんなの願いを叶えたい! 火曜 - 渚の原宿表参道チャレンジファッションモデル！コーナー -（あっ!とおどろく放送局 2009年7月7日 - 2009年11月3日）
- チャレンジファッションモデル（あっ!とおどろく放送局 2009年11月11日 - 2010年2月24日）
- しゃべクリエーター（あっ!とおどろく放送局 2009年10月9日 - 2010年2月26日）
- とりあえず生中（二杯目）なぎなぎの血液型占いコーナー（ニコニコ生放送 2009年10月5日 - 2010年4月2日)
- みんなの願いを叶えたい! 土曜（あっ!とおどろく放送局 2010年5月8日 - 2010年9月4日）
- コイカツ　恋愛ノウハウトークライブvol.2（マシェリバラエティ　マシェバラ 2010年5月14日）
- ガチなぎ（あっ!とおどろく放送局、2010年6月21日ほか配信開始）
- ゲームのじかん（ニコニコ生放送 2010年6月24日 - ）
- Tタイム・ワールド〜渚のおかえりなさい〜（あっ!とおどろく放送局、2010年10月31日 - 2011年3月26日）
- あっ!とAKIBA NOW（あっ!とおどろく放送局、2010年12月3日 - 2011年4月1日）月・水・金担当
- あっ!と生忘年会2010（あっ!とおどろく放送局、2010年12月22日）
- 無所属の帝王（あっ!とおどろく放送局、2010年12月30日）
- 制作スタッフ 生でのんびりトーク（あっ!とおどろく放送局、2011年1月7日）
- 笑顔を求めて 〜一人でも多くの応援メールを!!〜（あっ!とおどろく放送局、2011年3月19日）
- Tタイム・ワールド 〜輝け!ウエストゲートカレッジ〜（あっ!とおどろく放送局、2011年4月2日 - 2011年12月17日）
- あっ!とおどろくAKIBA NOW（あっ!とおどろく放送局、2011年4月4日 - 2012年2月27日）月・金担当
- あっ!とサタデーLIVE（あっ!とおどろく放送局、2011年5月21日、9月3日）
- AKIBA18エンタメTV（あっ!とおどろく放送局、2011年7月6日 - 2012年2月29日）
- 見たい!出たい!作りたい!（あっ!とおどろく放送局、2012年1月7日）
- 女子ゲーマー部!（裏・顔TV！、2013年6月 - ）
- エレスト生バトル（2015年11月30日 - 2015年12月21日、CROOZ）土曜日担当MC
- エレメンタルストーリー1周年超大感謝祭（ニコニコ生放送 2016年6月19日、CROOZ）
- ゴー☆ジャス動画@GameMarket（2016年 - 、YouTube）アシスタント
- 2018年8月13日より youtubeチャンネル "麻雀遊戯王"にてアシスタントとしてほぼ毎日出演中。

### イベント
- ニコニコ超会議2017（2017年4月29・30日、幕張メッセ）- NetEase Gamesのブースに出演。衣装は雪女（陰陽師）[9]
- RAGE vol.5 with シャドバフェス（2017年9月18日、東京国際展示場）- コスプレイヤー撮影コーナーに出演。衣装はイリス（シャドウバース）[10]

## 作品

### DVD
- ケーキーズ 鈴ちゃん（プリンちゃん）役-田村渚（角川エンタテインメント 2008年10月3日）

### CD
- えんぴつ（2009年8月8日）[11]

## 書籍

### 雑誌
- CosPick（クロスブリッジ 2008年10月）
- そこが知りたいハウツー・エアブラシ1・2（モデルアート社 2007年9月 - 2008年12月）
- なれる!コスプレイヤー（マイクロマガジン社 2007年7月）
- ゴシック&ロリータ&パンク ブランドブック（辰巳出版 2006年10月）
- KERA（インデックス・コミュニケーションズ 2002年8月 - 2003年2月）

## コスプレ履歴
12歳の時に「少女革命ウテナ」に感銘を受け「天上ウテナになるにはどうしたらいいか？」と模索しコスプレを思いつく。この時よりコスプレにハマりアニメ・漫画・バンド・ゲームと様々なジャンルを渡り歩き現在に至る。
- メダロット - 快盗レトルト
- デジモン02 - 一乗寺賢 / デジモンカイザー
- サガ フロンティア - シャルロッテ・アルセイン・マジスティア(白薔薇姫)
- ゼノギアス - キム / マリア・バルタザール
- ヴァンパイア騎士 - 紅まり亜 / 遠矢莉磨
- うたわれるもの - アルルゥ
- 新世紀エヴァンゲリオン - 綾波レイ / 惣流・アスカ・ラングレー
- ちょびっツ - ちぃ
- ギルティギア - ブリジット
- 銀河鉄道物語 - ルイ・フォート・ドレイク
- ひぐらしのなく頃に - 北条沙都子 / 竜宮レナ
- 涼宮ハルヒの憂鬱 - 涼宮ハルヒ
- らき☆すた - 泉こなた
- ToHeart2 - 柚原このみ
- スカッとゴルフ パンヤ - クー / アリン
- コードギアス - C.C.
- 魔法戦士スイートナイツ - スイートリップ / スイートキッス
- Fate/stay night - セイバー
- 美少女戦士セーラームーン - セーラーマーズ
- Piaキャロットへようこそ!!
- 初音ミク
- ローゼンメイデン - 真紅 / 雛苺
- ドラゴンクエストIV - ロザリー
- 機動戦士ガンダムSEED DESTINY - ミーア・キャンベル / ルナマリア・ホーク
- 絶望先生 - 音無芽留
- ファイブスター物語 - クリスティン・V
- もやしもん - 結城蛍
- FORTUNE ARTERIAL - 千堂瑛里華
- マクロスF - ランカ・リー
- かんなぎ - ナギ

その他多数。
※全て手作りで約300着　コスプレ歴15年